# Gérard Oury
Gérard Oury, właśc. Max-Gérard Tannenbaum (ur. 29 kwietnia 1919 w Paryżu, zm. 20 lipca 2006 w Saint-Tropez) – francuski reżyser filmowy, scenarzysta i aktor. Twórca najbardziej kasowych komedii w historii francuskiej kinematografii.

## Zarys biografii
Urodził się w rodzinie żydowskiej; jego ojciec Serge Tannenbaum był rosyjskim Żydem oraz skrzypkiem, a matka, Marcelle Houry, dziennikarką i krytykiem sztuki w gazecie „Paris-Soir”, nie praktykowała judaizmu. Ukończył prestiżowe Lycée Janson-de-Sailly, a następnie studiował w Conservatoire national supérieur d'art dramatique.
Początkowo był głównie aktorem teatralnym i grał zwykle drugorzędne role. W latach 40. i 50. wystąpił w około 20 filmach.
Reżyserią zajął się dopiero pod koniec lat 50. Jednak jego pierwsze filmy, głównie kryminały, nie odniosły sukcesu. Dopiero Louis de Funès namówił go do kręcenia komedii. W latach 1965–1982 zrealizował 8 filmów komediowych. Sześć najpopularniejszych z nich obejrzało we francuskich kinach 50 mln widzów, a 200 mln w telewizji. Były to: Gamoń (1965 – z duetem de Funès i Bourvil i widownią sięgającą 12 mln), Wielka włóczęga (1966 – ponownie z de Funèsem i Bourvilem i rekordową widownią 17 mln), Mózg (1968 – z gwiazdorską, międzynarodową obsadą: Jean-Paul Belmondo, Bourvil, David Niven i Eli Wallach), Mania wielkości (1971 – z de Funèsem i Yves’em Montandem w rolach głównych), Przygody rabina Jakuba (1973 – w głównej roli de Funès) i As nad asy (1982 – w głównej roli J.-P. Belmondo).

## Życie prywatne
Na początku lat 40. był związany z aktorką Jacqueline Roman, z którą miał córkę – Danièle Thompson (ur. 1942), późniejszą współscenarzystkę wielu jego filmów. Od końca lat 50. aż do swej śmierci był mężem aktorki Michèle Morgan.

## Odznaczenia
- 1991 Komandor Legii Honorowej
- 2002 Wielki Oficer Narodowego Orderu Zasługi

## Wybrana filmografia

### Reżyser
- 1960 Groźba (La Menace)
- 1962 Zbrodnia nie popłaca (Le crime ne paie pas)
- 1964 Gamoń (Le Corniaud)
- 1966 Wielka włóczęga (La Grande Vadrouille)
- 1968 Mózg (Le Cerveau)
- 1971 Mania wielkości (La Folie des grandeurs)
- 1973 Przygody rabina Jakuba (Les Aventures de Rabbi Jacob)
- 1978 Ucieczka (La Carapate)
- 1980 Zabójczy parasol (Le Coup du parapluie)
- 1982 As nad asy (L'As des as)
- 1984 Zemsta skrzydlatego węża (La Vengeance du serpent à plumes)

La Jonque
- 1987 Levi i Goliat (Lévy et Goliath)
- 1989 Vanille fraise
- 1993 Żądza pieniądza (La Soif de l'or)
- 1996 Duch z szoferem (Fantôme avec chauffeur)
- 1999 Okrutny żart (Le Schpountz)

### Scenarzysta
- 1958 Lustro o dwóch twarzach (Le Miroir à deux faces) – współscenarzysta
- 1959 Un témoin dans la ville – współscenarzysta

Babette idzie na wojnę (Babette s'en va-t-en guerre}
Voulez-vous danser avec moi? – adaptacja
- 1964 Gamoń (Le Corniaud)
- 1966 Wielka włóczęga (La Grande Vadrouille)
- 1968 Mózg (Le Cerveau)
- 1971 Mania wielkości (La Folie des grandeurs) – adaptacja i dialogi
- 1973 Przygody rabina Jakuba (Les Aventures de Rabbi Jacob)
- 1978 Ucieczka (La Carapate)
- 1980 Zabójczy parasol (Le Coup du parapluie) – współscenarzysta
- 1982 As nad asy (L'As des as) – współscenarzysta
- 1984 Zemsta skrzydlatego węża (La Vengeance du serpent à plumes) – współscenarzysta
- 1987 Levi i Goliat (Lévy et Goliath) – współscenarzysta
- 1989 Vanille fraise – współscenarzysta
- 1993 Żądza pieniądza (La Soif de l'or) – współscenarzysta
- 1996 Miłość ma dwie twarze (The Mirror Has Two Faces) – remake Le Miroir à deux faces
- 1999 Okrutny żart (Le Schpountz) – współscenarzysta

## Nagrody
- Cezar Honorowy César: 1993